# Kanton Brunstatt-Didenheim
Der Kanton Brunstatt-Didenheim ist seit 2015 ein Wahlkreis im Arrondissement Mulhouse, im Département Haut-Rhin und in der Region Grand Est (bis 2015 Elsass) in Frankreich.

## Geschichte
Der Kanton wurde anlässlich der Wahlkreisreform, die am 22. März 2015 in Kraft trat, neu gebildet. Die 28 Gemeinden gehörten bis 2015 zu den Kantonen Sierentz (alle 21 Gemeinden), Mulhouse-Sud (5 der 9 Gemeinden) und Habsheim (2 der 5 Gemeinden).
Der heutige Kanton grenzt im Norden an die Kantone Mulhouse-1, Mulhouse-3 und Rixheim, im Osten an Deutschland, im Südosten und Süden an den Kanton Saint-Louis, im Südwesten und Westen an den Kanton Altkirch sowie im Nordwesten an den Kanton Kingersheim.
Anlässlich der Gründung der Commune nouvelle Brunstatt-Didenheim in 2016 erfolgte die Umbenennung des Kantons von vormals Kanton Brunstatt zum aktuellen Namen per Dekret vom 24. Februar 2021.

## Gemeinden
Der Kanton besteht aus 27 Gemeinden mit insgesamt 42.899 Einwohnern (Stand: 1. Januar 2022) auf einer Gesamtfläche von 187,30 km²:
| Gemeinde                   | Elsässisch      | Deutsch             | Einwohner (2022) | Fläche (km²) | Code postal | Code Insee |
| -------------------------- | --------------- | ------------------- | ---------------- | ------------ | ----------- | ---------- |
| Bartenheim                 | Bàrtene         | Bartenheim          | 4.135            | 12,86        | 68870       | 68021      |
| Brinckheim                 | Brìnke          | Brinkheim           | 408              | 3,41         | 68870       | 68054      |
| Bruebach                   | Bruebi          | Brubach             | 1.050            | 7,01         | 68440       | 68055      |
| Brunstatt-Didenheim        | Brunscht-Didene | Brunstatt-Didenheim | 8.168            | 14,10        | 68350       | 68056      |
| Dietwiller                 | Dietwiller      | Dietweiler          | 1.399            | 11,06        | 68440       | 68072      |
| Eschentzwiller             | Aschedswiller   | Eschenzweiler       | 1.510            | 3,19         | 68440       | 68084      |
| Flaxlanden                 | Flàxlànde       | Flaxlanden          | 1.368            | 4,33         | 68720       | 68093      |
| Geispitzen                 | Gaispìtze       | Geispitzen          | 512              | 6,02         | 68510       | 68103      |
| Helfrantzkirch             | Halfrànzchìlech | Helfranzkirch       | 733              | 6,23         | 68510       | 68132      |
| Kappelen                   | Chàppele        | Kappelen            | 571              | 5,15         | 68510       | 68160      |
| Kembs                      | Chems           | Kembs               | 5.694            | 16,45        | 68680       | 68163      |
| Kœtzingue                  | Ketzige         | Kötzingen           | 583              | 5,14         | 68510       | 68170      |
| Landser                    | Làndser         | Landser             | 1.638            | 3,04         | 68440       | 68174      |
| Magstatt-le-Bas            | Màschgetz       | Niedermagstatt      | 516              | 3,35         | 68510       | 68197      |
| Magstatt-le-Haut           | Obermàschgetz   | Obermagstatt        | 307              | 3,91         | 68510       | 68198      |
| Rantzwiller                | Rànzwiller      | Rantsweiler         | 801              | 5,47         | 68510       | 68265      |
| Schlierbach                | Schlierbi       | Schlierbach         | 1.290            | 11,80        | 68440       | 68301      |
| Sierentz                   | Sierez          | Sierenz             | 4.296            | 13,22        | 68510       | 68309      |
| Steinbrunn-le-Bas          | Neederstaibrunn | Niedersteinbrunn    | 850              | 8,58         | 68440       | 68323      |
| Steinbrunn-le-Haut         | Oberstaibrunn   | Obersteinbrunn      | 670              | 9,21         | 68390       | 68324      |
| Stetten                    | Stette          | Stetten             | 336              | 4,32         | 68510       | 68327      |
| Uffheim                    | Üffe            | Uffheim             | 1.091            | 4,36         | 68510       | 68341      |
| Wahlbach                   | Wàhlbi          | Wahlbach            | 495              | 6,41         | 68130       | 68353      |
| Waltenheim                 | Wàltene         | Waltenheim          | 512              | 2,32         | 68510       | 68357      |
| Zaessingue                 | Zäsige          | Zässingen           | 380              | 4,99         | 68130       | 68382      |
| Zillisheim                 | Zìlese          | Zillisheim          | 2.509            | 8,22         | 68720       | 68384      |
| Zimmersheim                | Zimersche       | Zimmersheim         | 1.069            | 3,15         | 68440       | 68386      |
| Kanton Brunstatt-Didenheim | Brunscht-Didene | Brunstatt-Didenheim | 42.899           | 187,30       | -           | 6802       |

## Veränderungen im Gemeindebestand seit der landesweiten Neuordnung der Kantone
2016: Fusion Brunstatt und Didenheim → Brunstatt-Didenheim

## Politik
Seit 2015 hat der Kanton folgende Abgeordnete im Rat des Départements:
| Vertreter im Rat des Départements | Vertreter im Rat des Départements | Vertreter im Rat des Départements |
| Amtszeit                          | Name                              | Partei                            |
| --------------------------------- | --------------------------------- | --------------------------------- |
| 2015–2021                         | Daniel Adrian Bernadette Groff    | DVD UDI                           |
| 2021–                             | Daniel Adrian Nicole Béha         | DVD                               |